# Libra (EP)
Libra (EP) es la primera grabación de estudio de la banda de rock chilena Libra, lanzado en agosto de 2003, a través de Bolchevique Records.
De este disco se lanzó el sencillo “Marcha Atrás”, que tuvo una gran rotación en los canales de música Via X y MTV Latino, superando todas las expectativas de la banda.
La finalidad de “Libra (EP)”, en un principio, era salir a la luz pública y mostrar la música de Libra a los medios; pero el apoyo del público, reacción en conciertos y la gran recepción del sencillo “Macha Atrás” hace que Libra se decida a lanzar una edición limitada que se agotaría durante las primeras semanas de venta.

## Lista de canciones
| N.º | Título           | Duración |  |
| 1.  | «Lo Que Queda»   | 4:04     |  |
| 2.  | «Marcha Atrás»   | 2:52     |  |
| 3.  | «Piensa En Ti»   | 4:13     |  |
| 4.  | «Llévame (Demo)» | 3:19     |  |

## Personal
- Jaime Fernández  – Voz
- César Ascencio  –  Guitarra, Programaciones y Sintetizador
- Luis Lemus  –  Bajo
- Pablo González  –  Teclados y Guitarras Adicionales
- Christian Ahués  –  Batería

- Datos: Q5974859